# Severna flota
Severna flota (rusko Северный флот, Severnij flot) je flota Ruske vojne mornarice na Arktiki. Z osmimi strateškimi jedrskimi podmornicami in edino letalonosilko velja za največjo med petimi ruskimi flotami.

## Zgodovina
Ustanovljena je bila v Sovjetski zvezi leta 1933 kot Severna flotilja, svoje korenine pa ima v času prve svetovne vojne, ko je bila leta 1916 v Poljarnem ustanovljena Flotilja Arktičnega oceana. Njenega naloga je bila varovanje morskih komunikacijskih linij, ki so Rusijo povezovale z zavezniki v Antanti. Po ruski revoluciji je bila preoblikovana v Belomorsko flotiljo, ki je bila ukinjena januarja 1923.
V sedanji obliki, kot polnopravna flota, je bila ustanovljena 5. avgusta 1933 v Poljarnem. V letih do druge svetovne vojne je rasla po številu ladij in 11. maja 1937 dobi sedanje ime Severna flota.
Med drugo svetovno vojno je flota branila obale polotokov Ribači in Srednji, varovala notranje in zunanje transportne poti in zagotavljala podporo za morski bok 14. armade. Med petsamo-kirkeneško operacijo oktobra 1944 so enote Severne flote izvedle amfibijsko izkrcanje v Kirkenesu na Norveškem. Med vojno je flota zagotovila varen prehod za 76 konvojev iz tujine s 1463 transportnimi in 1152 vojaškimi ladjami. Leta 1965 je bila za svoj prispevek k sovjetski zmagi odlikovana z redom rdeče zastave. V letih 1940–1946 je Severni floti poveljeval admiral Arsenij Grigorjevič Golovko.
V 60. letih 20. stoletja je bilo floti predano v uporabo več strateških in jurišnih jedrskih podmornic, v 70. in 80. letih pa tudi letalonosilke Kijev (1975), Admiral flote Sovjetske zveze Gorškov (1987) in Admiral Kuznjecov (1991) ter težki jedrski raketni križarki Kirov (pozneje Admiral Ušakov, 1980) in Kalinin (pozneje Admiral Nahimov, 1988).

### Hladna vojna

#### Operacija »Kama«(1962)
Severna flota je sodelovala v kubanski raketni krizi oktobra 1962. Strokovnjaki ta konflikt ocenjujejo kot trenutek, ko je bil svet do zdaj najbližje jedrski vojni, zaradi groženj o uporabi jedrskega orožja na obeh straneh. Za vrhunec krize velja odločanje o uporabi jedrskega torpeda na dizel-električni podmornici B-59 projekta 641, ki ga je komandir Savicki želel sprožiti, vendar je bilo za to potrebno soglasje treh častnikov na krovu in Vasilij Aleksandrovič Arhipov je nasprotoval in izstrelitvi so se tesno izognili.
Severna flota je v času kubanske raketne krize izvedla tajno operacijo »Kama«, v okviru katere so bile štiri podmornice projekta 641 11. septembra 1962 v tajnosti premeščene v kubansko pristanišče Mariel. Za operacijo je bila 1. julija 1962 oblikovana 20. eskadra podmornic, v katero so bile vključene:
- B-4 Čeljabinski komsomolec pod poveljstvom kapitana 1. stopnje Rjurika Ketova,
- B-36 pod poveljstvom kapitana 2. stopnje Alekseja Dubivka,
- B-59 pod poveljstvom kapitana 2. stopnje Valentina Savickega in
- B-130 pod poveljstvom kapitana 3. stopnje Nikolaja Šumkova.

Skupini podmornic v operaciji »Kama« je poveljeval komandir 211. brigade podmornic kapitan 1. stopnje Vitalij Agafonov. Ta je potek operacije nadzoroval na plavajoči bazi Dmitrij Galkin v Atlantiku, kjer sta bila prisotna tudi namestnik poveljnika Sovjetske vojne mornarice admiral Vitalij Fokin in načelnik štaba Severne flote viceadmiral Anatolij Rassoho. Znano je naročilo komandirjem podmornic iz operacije »Kama« admirala Fokina: »Če vas udarijo po levem licu, jim ne dovolite, da vas udarijo po desnem«.
Podmornice so 1. oktobra izplule iz Severomorska in prve poškodbe zaradi dolgotrajne podvodne plovbe so se zgodile že v Norveškem morju. 20. oktobra priplujejo v Sargaško morje, kjer je bilo aktivno zelo veliko ladij Ameriške vojne mornarice, ki so iskale morebitne sovjetske podmornice. 20. eskadra Severne flote se je med drugim soočila z osmimi letalonosilkami in nosilkami helikopterjev, pa tudi protipodmorniškimi letali s kopnega. Sovjetske dizel-električne podmornice so morale občasno prihajati na površje za polnjenje svojih akumulatorjev, a takratni položaj tega ni dovoljeval, niti v primeru uporabe šnorklja. Delo na podmornici je oteževala tudi visoka temperatura, ki je v nekaterih odsekih dosegla temperaturo do 60 °C. Oprema, izdelana za delovanje na severnejših zemljepisnih širinah se je v tropskem podnebju tudi pogosto kvarila. Dodatno tveganje je predstavljalo vplutje v manjšo globino vsake štiri ure za zveze z Moskvo.
Južno od Bermudov je Ameriška vojna mornarica s sonarji na morskem dnu najprej zaznala podmornico B-130. Nad njo so bila nato poslana protipodmorniška letala Neptun in udarna skupina letalonosilke Essex. Podmornico so lovili in nanjo spuščali granate in pakete eksploziva. Po dolgotrajnem lovu so se B-130  26. oktobra pokvarili vsi trije dizelski motorji, popolnoma izpraznili akumulatorji, vodoravna krmila na premcu pa so prenehala delovati. Podmornica je bila prisiljena priti na površje, kjer se je znašla v obroču rušilcev, komandirju pa je takrat uspelo vzpostaviti zvezo z Moskvo v 17. poskusu. Po določenem času je bil eden od treh dizelskih motorjev popravljen in podmornica se je počasi, s tremi vozli in v spremstvu ameriških ladij odpravila proti Azorom, kjer jo je pričakal vlačilec SS-20, ki jo odvlekel v Murmansk.
Podmornica B-36 je bila podobno odkrita in napadena z granatami in paketi eksploziva s strani rušilca Charles Cecil.  Po polnjenju akumulatorjev je podmornica izvedla klasičen manever za izmik pred protipodmorniškimi silami in se spustil na globino 200 m. Nato je B-36 nadaljevala s ukazanim patruljiranjem v spremstvu ameriške nosilke helikopterjev Thetis Bay, dokler se nista pokvarila dva od treh dizelskih motorjev 7. novembra.
Podmornica B-59 je prispela v območje patruljiranja Ameriške vojne mornarice 25. oktobra, vendar je do 27. oktobra niso odkrile niti ameriške ladje niti letala. 27. oktobra jo je odkrilo protipodmorniško letalo Neptun in nadnjo poslalo ameriške ladje. 28. oktobra je podmornica prišla na površje, kjer jo je spremljala letalonosilka Randolph. Ko se je podmornica ponovno potopila, so ameriške ladje nanjo spustile signalne globinske bombe in pakete eksploziva. Po spominih priče dogodkov, kapitana 2. stopnje Vadima Orlova, je komandir Savicki mislil, da se je vojna že začela in je hotel sprožiti jedrski torpedo. Za izstrelitev je bilo potrebno soglasje treh častnikov na krovu, vendar je Vasilij Arhipov nasprotoval in do izstrelitve ni prišlo. Podmornica je nato ameriškim ladjam poslala signal »Prenehajte s provokacijo«, nakar se je situacija nekoliko umirila. B-59 se je nato potopila na globino 250 m in s patruljiranjem nadaljevala še skoraj en mesec, dokler ni prejela ukaza o vrnitvi v domovino.
Za razliko od drugih treh je podmornica B-4 ostala neodkrita. Občasno so Američani sicer odkrili tudi njo, vendar je vsakih uporabila manevre za menjavo smeri in globine, delovala v tihem načinu ter se premaknila pod sloj menjave temperature. V nočeh se je s šnorkljem približala površini in si napolnila akumulatorje. Po spremembi političnega položaja je na odrejenem območju patruljirala še en mesec, podobno kot drugi dve podmornici v eskadri, preden se je vrnila v Severomorsk.

#### Operacija »Aport«(1985)
V začetku 80. let je prišlo do ostrega poslabšanja odnosov med Sovjetsko zvezo in ZDA in do leta 1982 je postalo Sovjetski zvezi jasno, da poskuša Washington jedrsko ravnotežje med velesilama prevesiti v svojo korist. Oktobra 1981 je vlada Ronalda Reagana predstavila velik program strateške modernizacije s tisoči dodatnih bojnih glav in novimi načini njihove dostave. Marca 1983 je bila predstavljena še Strateška obrambna pobuda, s katero bi ZDA ustvarile balistični ščit in Sovjetski zvezi preprečile možnost povračilnega jedrskega udara, s tem pa bi lahko pridobile možnost prvega jedrskega udara. Da bi takšen udar preprečila, je Sovjetska zveza začela pošiljati svoje jurišne jedrske podmornice na patruljna območja ameriških strateških jedrskih podmornic. Pred ponovno stabilizacijo jedrskega ravnotežja v času razoroževanja v drugi polovici 80. let, so bile izpeljane štiri takšne večje operacije: »Aport« (1985) in »Atrina« (1987) na Severni ter »Sveži veter« (1983–1984) in »Brkata sinica« (1985) na Tihooceanski floti.
Dodatni razlog za operacije je uvedba novega razreda strateških jedrskih podmornic Ohio po letu 1981 v Ameriški vojni mornarici. Ena podmornica tega razreda je imela s 24 izstrelki Trident večjo ognjeno moč kot deset podmornic predhodnih razredov George Washington in Ethan Allen.
Z operacijami je Sovjetska vojna mornarica v prvi vrsti želela odkriti patruljna območja ameriških strateških jedrskih podmornic. Poleg tega je tudi poskušala odkriti podatke o taktičnih metodah ameriških protipodmorniških sil, zaradi njihove izvedbe pred srečanjema Mihaila Gorbačova in Ronalda Reagana v Ženevi (1985) in Washingtonu (1987) pa obstajajo predvidevanja o poskusih sovjetske demonstracije napredne tehnološke ravni njihovih podmornic, ki je v drugi polovici 70. in v začetku 80. let skokovito napredovala, ZDA, kar bi izboljšalo sovjetska pogajalska izhodišča pred pogajanji o razoroževanju.
Operacija »Aport« je bila izvedena s silami 33. divizije podmornic Severne flote med majem in julijem 1985. 33. diviziji podmornic je poveljeval kapitan 1. stopnje Anatolij Ševčenko, ki je izvedel priprave na operacijo v popolni tajnosti. Razširjene so bile tudi dezinformacije o operaciji za zavajanje tako prijateljev, kot tudi nasprotnikov. Za kodno ime operacije je bila izbrana beseda »aport«, ki nima v ruščini in drugih jezikih nobenega pomena.
29. maja 1985 tri podmornice razreda ŠčukaA in ena razreda Sjomga (K-488) začnejo odpravo iz pomorskega oporišča Zaozjorsk v zalivu Zapadnaja Lica:
- K-299 pod poveljstvom kapitana 2. stopnje Mihaila Kljujeva,
- K-324 pod poveljstvom kapitana 1. stopnje Sergeja Jefremenka,
- K-488 pod poveljstvom kapitana 1. stopnje Anatolija Čulimova in
- K-502 pod poveljstvom kapitana Vladimirja Golovka.B

Isti dan iz pomorskega oporišča Gremiha izpluje še peta podmornica, K-147 razreda Jorš pod poveljstvom znanega kapitana 1. stopnje Vladimirja Harlaškina. Izvidniška ladja Lira je prispela v Karibsko morje nekaj dni preden so podmornice zapustile pomorski oporišči. Vzhodno od Kube so se Ševčenko in njegovi častniki vkrcali na hidrografsko raziskovalno ladjo Kolgujev, s katere so nadzorovali podmornice s pomočjo satelitske komunikacije. V operacijo so bile vključene tudi druge vohunske ladje Sovjetske vojne mornarice, ki so v severnem Atlantiku plule zamaskirane v ribiške ladje. Za izvidnico je bil uporabljen tudi satelitski sistem Legenda, ki je bil v uporabi za sledenje gibanju ameriških ladij, in radijski obveščevalni satelitski sistem Celina-2.
Aktivni del operacije se je začel 18. junija zahodno od Nove Fundlandije. Dve sovjetski podmornici sta se začeli gibati v smeri urinega kazalca druga za drugo, drugi dve pa v nasprotni smeri proti njima. V manevru so sodelovala tudi štiri protipodmorniška letala Tu-142M, ki so vzletela z letališča v San Antoniu, Kuba. Polet je bil izveden z namenom pritegniti pozornost Američanov in jih prisiliti v povračilne ukrepe, s tem pa demonstrirati svoje taktične metode protipodmorniškega bojevanja. 
Na območju sovjetskega manevra ob obalah Nove Fundlandije se topli Zalivski tok na plitki podvodni planoti Grand Banks meša s hladnim Labradorskim tokom. Topli sloj zaradi razlike v gostoti vode otežuje delovanje sonarjev in podmornicam omogoča prikrito delovanje. Ameriška vojna mornarica se je takrat obrnila na strokovnjaka Henryja Stommela iz Oceanografskega inštituta Woods Hole in Alana Robinsona iz Univerze Harvard. Robinson je napisal program Harvard Ocean Prediction System (HOPS), ki je predvideval razlike temperaturnih koeficientov oceana na osnovi Zalivskega toka. Ko so bili podatki s sonarnih boj, ki so jih odmetavala protipodmorniška letala P-3, analizirani s programom HOPS, se je sposobnost odkrivanja sovjetskih podmornic nekoliko izboljšala.
Operacija je bila velika sovjetska zmaga, saj Ameriška vojna mornarica svojih ladij ni poslala v Atlantik, dokler niso Sovjeti na svojo prisotnost opozorili s poletom letal Tu-142M. Sovjetske podmornice so ostale neodkrite do konca operacije, z izjemo K-488, ki je bila odkrita na poti nazaj pri  Islandiji s pomočjo sonarja na morskem dnu). Poleg tega jim je uspelo odkriti več ameriških podmornic. Podmornica K-324 je imela tri stike z ameriškimi podmornicami, ki jim je sledila skupno 28 ur. Podmornica K-147 je s pomočjo sistema za odkrivanje sledi izpustov Tukan več kot pet dni sledila ameriški strateški jedrski podmornici, nato pa vzpostavila stik s pasivnim sonarjem in ji sledila še en dan. 1. julija se je operacija končala, udeleženci pa so se vrnili v domača oporišča. Med dosežki operacije »Aport« sta bila dva odkrita območja patruljiranja ameriških strateških jedrskih podmornic razreda James Madison, dva območja delovanja ameriških jurišnih jedrskih podmornic in pridobitev podatkov o taktičnih metodah ameriškega pomorskega letalstva pri iskanju nasprotnikovih podmornic.
Manj znano je dejstvo, da je odšla v severni Atlantik po zaključku operacije »Aport« še ena podmornica razreda Ščuka, K-524. Med 10. avgustom in 29. septembrom 1985 je pod poveljstvom kapitana 1. stopnje Valentina Protopopova izvedla odpravo v Atlantski ocean do Baffinovega zaliva, kjer je simulirala napad na letalonosilko America. Od 80 dni odprave jih je 54 minilo pod ledenim pokrovom v težkih pogojih navigacije in na globinah večjih od 150 m. Za to odpravo je bil komandirju podmornice kapitanu Protopopovu podeljen naziv heroj Sovjetske zveze (19. februar 1986), več kot dvajset članov posadke pa je prejelo odlikovanja in medalje.

#### Operacija »Atrina«(1987)
Podobno kot pri operaciji »Aport« je bil cilj »Atrine« odkriti območja bojnega patruljiranja ameriških strateških jedrskih podmornic. Pri tem je Sovjetska vojna mornarica izkoristila dejstvo, da so se Američani naučili, da sovjetske podmornice odhajajo v severni Atlantik po dveh glavnih poteh (z manjšimi odstopanji): med Ferskimi in Šetlandskimi otoki ter med Islandijo in Grenlandijo ter tokrat uporabila nove poti.
Ključen del operacije »Atrina« je bilo preizkušanje novega sonarskega sistema Rica. Ta je deloval tako, da je bil šibek signal, ki so ga hidrofoni podmornice sprejeli, a je bil neopazen na zaslonu sonarja in neslišen za človeško uho, zabeležen na računalniku, preveden v digitalen zapis, očiščen šumov, predvsem šuma lastne podmornice in klasificiran po vzorcih šumov (iz podatkovne baze »portretov« tujih podmornic). Na ta način je bila določena smer tarče, presegajoč občutljivostni prag standardnega sonarja. Njegov avtor je bil mladi podmorniški polkovnik Viktor Kurišev, ki ga je sprva poimenoval BPR-DVK. Prednost sistema je v tem, da je omogočal odkrivanje podmornic na večje razdalje, vendar je to prišlo za ceno bolj počasnega procesiranja signalov, zaradi česar je bil sistem na manjših razdaljah pred uvedbo izboljšav manj uporaben.
Načrtovanje operacije se je začelo decembra 1985 po prihodu admirala flote Vladimirja Nikolajeviča Černavina na mesto poveljnika Sovjetske vojne mornarice. Čeprav so bile podmornice flote pripravljene za operacijo leta 1986, je bila operacija zaradi nezadostnega razvoja Rice preložena na naslednje leto. Vojna mornarica je zelo veliko stavila na učinkovitost Rice, čeprav se je ta med preizkušanjem izkazala za nezanesljiv sistem (preizkušana je bila že vsaj 13. decembra 1986 na podmornici K-244, ko je potek preizkušanj na krovu nadzoroval tudi namestnik poveljnika Severne flote viceadmiral Feliks Nikolajevič Gromov). V načrtovanje »Atrine« je bil vključen sam vrh Sovjetske vojne mornarice: vrhovni poveljnik admiral Černavin, poveljnik Severne flote admiral Ivan Matvejevič Kapitanec in njegov namestnik viceadmiral Gromov. Po besedah admirala Černavina: »Izvedli smo vse možne ukrepe, da bi zmanjšali aroganco tistih, ki so jo imeli v izobilju. Ne vem, kako so naš manever imenovali Američani, ampak v naših uradnih dokumentih je ta operacija nosila kodno ime »Atrina«.«
V operaciji je med marcem in junijem 1987 sodelovalo pet podmornic razreda Ščuka:
- K-244 pod poveljstvom kapitana 2. stopnje Vladimirja Alikova,
- K-298 pod poveljstvom kapitana 2. stopnje Nikolaja Popkova,
- K-299 pod poveljstvom kapitana 2. stopnje Mihaila Kljujeva,C
- K-524 pod poveljstvom kapitana 2. stopnje Aleksandra Smelkova in
- K-527 pod poveljstvom kapitana 2. stopnje Borisa Muratova.

Podmornice so oblikovale dve taktični skupini (TS). TS 1 so sestavljale podmornice K-244, K-298 in K-299, poveljeval pa ji je mlad, energičen in za svoja leta zelo izkušen komandir 33. divizije podmornic kapitan 1. stopnje Anatolij ŠevčenkoD s podmornice K-299. TS 2 je bila sestavljena iz podmornic K-524 in K-527, poveljeval pa ji je zelo zanesljiv in učinkovit kapitan 1. stopnje Ravkar Čebotarevski s podmornice K-527. 
Podmornice so izplule iz pomorskega oporišča Zaozjorsk in se usmerile v Atlantik. Američani so odhod podmornic iz oporišča opazili in te so sprva plule v formaciji druga za drugo, nato pa so, po besedah viceadmirala Ševčenka: »na določen dan, ob dogovorjenem času, jurišne jedrske podmornice skupno zavile in izginile v globinah Atlantika. Tako se je iz vrste v pohodu, dokaj razprostrte v času in prostoru, oblikovala zavesa, hitro premikajoč se na zahod.« Podmornice so za medsebojno komunikacijo uporabljale samo frekvence trgovske mornarice. Čez ožino Grenlandija-Islandija-Združeno kraljestvo (GIUK ožina) so plule pod trgovskimi in ribiškimi ladjami, s katerimi so prikrile hrup svojih propelerjev. Operacija Atrina je bila načrtovana na osnovi Dönitzove taktike volčjih krdel iz druge svetovne vojne. Pet podmornic se je razšlo po Atlantiku, nato pa so se v nerednih časovnih intervalih sestajale na odrejenih območjih. Prvo območje je bilo pred Bermudi, od koder so podmornice namenoma poslale odprte signale v Moskvo in s tem v Ameriški vojni mornarici povzročile preplah. V iskanje podmornic se je vključilo veliko število plovil Ameriške in Britanske vojne mornarice. Iz pomorskega oporišča Norfolk je takoj izplulo šest jurišnih jedrskih podmornic, katerim je potrebno dodati še podmornice, ki so bile ravnokar na patrulji. Da bi se podmornice odtrgale od iskalcev, je admiral Černavin komandirjem dovolil uporabo hidroakustičnih protiukrepov, ki so jih podmornice imele za primer dejanskih bojnih operacij. Naslednje območje zbiranja je bilo v Sargaškem morju, kjer je iskanje Američanom podobno kot v operaciji »Aport« ponovno oteževalo mešanje tople in hladne vode, vendar so sovjetske podmornice na 48. dan odprave odkrili. Zasledovali so jih med celotnim preostankom operacije in po poti nazaj, vse do Norveškega morja. Plovbo v Sargaškem morju je oteževala temperatura vode med 25 in 28 °C na vseh globinah potapljanja ter koncentracije sargaških morskih alg v vrhnjih slojih vode. Te so lahko ob stiku poškodovale dvignjene naprave in zamašile dovodne ventile balastnih tankov.
Sistem »Rica«, ki je bil vgrajen na vseh pet podmornic, se na splošno v operaciji ni izkazal – ne zaradi slabega zaznavanja, temveč zaradi okvar dan ali dva po izhodu iz oporišča. Od petih podmornic se sistem med operacijo ni pokvaril le na podmornici K-298. Ta je 11. aprila s pomočjo sistema odkrila ameriško strateško jedrsko podmornico, ki ji je osem ur sledila samo s pomočjo Rice, nakar ji je uspelo ustvariti akustični stik in ji je s sonarjem sledila še tri ure.
Po operaciji sta komandirja Kljujev in Smelkov prejela red za služenje domovini v oboroženih silah Sovjetske zveze III. stopnje. Po besedah admirala Černavina je imela »Mala bitka za Atlantik«, kot so jo udeleženci šaljivo imenovali, velik učinek na mednarodni prestiž vojne mornarice, pa tudi moralo mornarjev, ki so pred kratkim doživeli potop strateške jedrske podmornice K-219. Poudaril je tudi, da se je ponovno prepričal, da Američani nimajo dovolj sil za popolni nadzor oceana v primeru masivne namestitve sovjetskih jedrskih podmornic. Trditev Jurija Andropova, da ima Sovjetska zveza kljub sistemu Trident, ki je bil usmerjen proti njej, še vedno možnost povračilnega udara na ameriško ozemlje, je bila potrjena med drugim z izvedbo operacije »Atrina«. Z operacijo je Sovjetska vojna mornarica tudi odkrila patruljna območja ameriških strateških jedrskih podmornic, posodobila zbirko akustičnih profilov ameriških, britanskih ter francoskih jedrskih podmornic in dokazala manjšo učinkovitost sonarjev na morskem dnu (SOSUS) proti sovjetskim jurišnim jedrskim podmornicam tretje generacije. To je bila zadnja vaja Sovjetske vojne mornarice, ki je vključevala večje število podmornic.

#### Operacija »Povodni konj«(1989)
Operacija »Povodni konj« (rusko Бегемот, Begemot, povodni konj) je bil poskus strateške jedrske podmornice razreda Delfin K-84 (pozneje Jekaterinburg) v salvi izstreliti vseh 16 podmorniških balističnih izstrelkov R-29RM Štil. Razlog za vajo je podpis sovjetsko-ameriških sporazumov o jedrskem razoroževanju, zaradi česar je bilo treba potrditi učinkovitost pomorske komponente jedrske triade.
Operacija je spodletela zaradi puščanja goriva in oksidanta iz izstrelka 6 nekaj minut pred izstrelitvijo 6. avgusta 1989 (ko je bil pokrov cevi še zaprt). Puščanje je povzročilo požar in povečanje pritiska v cevi, pri čemer se je izstrelek nekoliko dvignil iz cevi in pokrov (nekaj ton) odbil, da je padel na trup podmornice in ga prebil, zaradi česar so bila potrebna popravila. Požar je bil pogašen s potopom v sili in črpanjem morske vode na krov. Izveden je bil tudi izpust zelo strupenega oksidanta v sili v morje.
Med mogočimi razlogi za neuspešno izstrelitev sta splošna živčnost posadke zaradi izjemnega števila visokih častnikov na krovu (želeč prejeti odlikovanja) in izstrelki, ki niso bili pravi bojni izstrelki, temveč tisti, namenjeni uničenju.

#### Operacija »Povodni konj 2«(1991)
V operaciji »Povodni konj 2« je strateška jedrska podmornica razreda Delfin Novomoskovsk 6. avgusta 1991 ob 21. uri in 9 minut izstrelila vseh 16 izstrelkov R-29RM na krovu. Operacija je bila uspešna in je bila izvedena v 224 sekundah z intervalom 14 sekund med izstrelitvami. Komandir podmornice je bil kapitan 2. stopnje Sergej Jegorov. Prvi in zadnji izstrelek sta zadela poligon za preizkušanje Kura na Kamčatki, ostali so se samouničili. To je bila prva salva 16-ih medcelinskih balističnih izstrelkov v zgodovini strateških jedrskih podmornic.
Na krovu so bili član državne komisije kontraadmiral Leonid Salnikov, poveljnik 13. divizije podmornic Vladimir Makejev, glavni konstruktor biroja Rubin Sergej Nikitič Kovaljov, glavni konstruktor Državnega raketnega centra Makejeva (ki je oblikoval izstrelek R-29) Igor Veličko in drugi. Komandir Jegorov je trdil: »Verjel sem v svojo ladjo, sprejel sem jo v ladjedelnici, jo učil pluti, vpeljal v uporabo. Verjel sem v svoje ljudi, posebno v namestnika, poveljnika raketnega odseka in mehanika. Verjel sem v izkušnje svojega predhodnika, kapitana 1. stopnje Jurija Beketova.E« Po uspešno izvedeni operaciji so v pomorskem oporišču posadko pričakali z godbo: »Po tradiciji so prinesli pečenega prašiča. Potem smo ga narezali na sto trideset delov, da je vsak člen posadke dobil enega. Potem so nam predstavili odlikovanja: meni heroj Sovjetske zveze, obema namestnikoma red Lenina, mehaniku red rdeče zastave...«

### Novejša zgodovina
Za obdobje po letu 1991 je značilno krčenje v številu ladij, po letu 2010 pa začnejo v floto prihajati nove jedrske podmornice razredov Borej in Jasen ter fregate razreda Admiral Gorškov. Od 3. maja 2019 je poveljnik flote admiral Aleksandr Aleksejevič Mojsejev (namestnik viceadmiral Oleg Golubov).
V nesreči 12. avgusta 2000 je v Barentsovem morju potonila podmornica Kursk. Ta je odplul na morje, da opravi vajo streljanja slepih torpedov na ladjo Pjotr Veliki. Do eksplozije je prišlo, ko so pripravljali torpedo za izstrelitev. Po mnenju preiskovalcev nesreče je eksplozijo povzročila reakcija spojine vodikovega peroksida, ki je bila uporabljena pri izstrelitvi, ter bakra, ki se je nahajal v torpedni cevi.
Od ohladitve odnosov med Rusijo in zahodom leta 2014 je pomembna naloga Severne flote varovanje surovin na Arktiki, kot so zaloge zemeljskega plina in nafte na polotoku Jamal ter njihovega transporta vzdolž Severne morske poti.
Leta 2019 so sile Severne flote v Norveškem morju organizirale največje podmorniške vaje od konca hladne vojne, z osmimi jedrskimi in dvema dizel-električnima podmornicama. Istega leta je fregata Admiral Gorškov Severne flote izvedla prvo obplutje sveta Ruske vojne mornarice po letu 1889.
Februarja 2021 je raketna križarka Maršal Ustinov pod poveljstvom kapitana 2. stopnje Andreja Jurjeviča Krivoguzovega izplula na mornariške vaje v Barentsovo morje. 22. februarja, isti dan, kot so ZDA namestile bombnike na Norveško prvič v zgodovini, je Maršal Ustinov kot prva ruska vojna ladja po hladni vojni zaplul v Varangerfjord na območje rusko-norveške morske meje.
26. marca 2021 so prvič po koncu hladne vojne v Arktičnem oceanu izplule na površino tri ruske jedrske podmornice naenkrat in pri tem (s torpedom) prebile 1,5 m debel ledeni pokrov (podmornice Tula, Knjaz Vladimir in Podmoskovje). Izplutje je bilo izvedeno z veliko natančnostjo v krogu premera 300 m.
V ruski invaziji na Ukrajino je glavni obveščevalski direktorat Ukrajine avgusta 2023 s pomorskimi droni napadla desantno ladjo Olenogorski Gornjak. V posnetku napada je vidno, da je bil zadet osrednji del trupa. Ladja je bila slikana nagnjena med vleko. Britansko ministrstvo za obrambo je poročalo, da je zelo verjetno močno poškodovana.

## Oporišča
Glavno oporišče Severne flote je Severomorsk. Šest drugih oporišč je Poljarni, Gadžijevo (zaliv Jagelnaja guba), Zaozjorsk (zaliv Zapadnaja Lica s stranskima zalivoma Bolšaja Lopatkina guba in Nerpičja guba), Vidjajevo (zaliva Ara guba in Ura guba), Snežnogorsk (zaliv Olenja guba) in Gremiha.
Ladjedelnici sta v Severodvinsku (Sevmaš in Zvjozdočka), ladjedelnice za vzdrževanje ladij pa v Snežnogorsku (Nerpa), Rosljakovu (35. SRZ) in Poljarnem (10. SRZ).
Odlagališča iztrošenega jedrskega goriva so v Snežnogorsku (zaliv Sajda guba) in Zaozjorsku (zaliv Andrejeva guba).

## Sestava
Je del Leningrajskega vojaškega okrožja. Sestava leta 2024:
- 43. divizija raketnih ladij (Severomorsk):
  - Letalonosilka Admiral Kuznjecov razreda Admiral Kuznjecov (na remontu do leta 2024)[40]
  - Težki jedrski raketni križarki razreda Orlan:
    - Admiral Nahimov (na modernizaciji do leta 2024)[41]
    - Pjotr Veliki (aktivna)[42][43]

  - Raketna križarka Maršal Ustinov razreda Atlant (aktivna)[44][45][46][47]
  - Raketni rušilec Admiral Ušakov razreda Sarič (aktiven)[48]
  - Fregata razreda Admiral Gorškov:
    - Admiral Gorškov (aktivna)[49]
    - Admiral Kasatonov (aktivna)[50]
    - Admiral Golovko (aktivna)[4]
- 2. divizija protipodmorniških ladij (Severomorsk):
  - Raketni rušilec razreda Fregat:
    - Vice-admiral Kulakov (aktiven)[51]
    - Severomorsk (aktiven)[52]
    - Admiral Levčenko (aktiven)[53][54]
    - Admiral Čabanenko (na modernizaciji do leta 2025)[55]
- 31. divizija podmornic (Gadžijevo, zaliv Jagelnaja guba):
  - Strateška jedrska podmornica razreda Delfin:[56]
    - Verhoturje (aktivna)[57]
    - Tula (aktivna)[57][58][59]
    - Brjansk (na modernizaciji do novembra 2024)[60][61]
    - Karelija (aktivna)[57][62]
    - Novomoskovsk (aktivna)[63][64]

  - Strateška jedrska podmornica razreda Borej:
    - Jurij Dolgoruki (aktivna)[65]
    - Knjaz Vladimir (aktivna)[66]
    - Knjaz Požarski (aktivna)[67]
- 24. divizija podmornic (Gadžijevo, zaliv Jagelnaja guba):
  - Jurišna jedrska podmornica razreda Ščuka-B:
    - Pantera (v rezervi)[68]
    - Leopard  (na modernizaciji do leta 2024)[69]
    - Volk  (na modernizaciji do leta 2028)[70][71]
    - Tigr (na remontu)[72]
    - Vepr (aktivna po modernizaciji)[73]
    - Gepard (aktivna)[74]
- 11. divizija podmornic (zaliv Zapadnaja Lica (s stranskima zalivoma Bolšaja Lopatkina guba in Nerpičja guba)): 
  - Jurišna jedrska podmornica razreda Antej:
    - Smolensk (aktivna)[75][76][77]
    - Orjol (aktivna)[78][79]

  - Jurišna jedrska podmornica razreda Ščuka:
    - Tambov (na modernizaciji)[80][81][82]
    - Obninsk (na remontu)[83]

  - Jurišna jedrska podmornica razreda Jasen:
    - Severodvinsk (aktivna)[84][85][86]
    - Kazan (aktivna)[87]
    - Arhangelsk (aktivna)[88]
- 7. divizija podmornic (zaliva Ara guba in Ura guba): 
  - Jurišna jedrska podmornica razreda Kondor:
    - Pskov (neaktivna, v čakanju na remont)[89][90]
    - Nižni Novgorod (neaktivna, v čakanju na remont)[89]
- 4. flotilja podmornic (Poljarni):
  - Dizel-električna podmornica razreda Paltus:
    - Kaluga[91][92]
    - Vladikavkaz (aktivna)[42]

  - Dizel-električna podmornica razreda Lada:
    - Kronštadt (aktivna)[93]
- 161. brigada podmornic:
  - Sarov[94][95][96]
- 29. divizija podmornic:
  - Orenburg[97]
  - Podmoskovje[98][99]
  - Belgorod[100][101][102][103]
  - Lošarik (v popravilu do leta 2024)[104][105]
- 7. brigada ladij:
  - Rassvet[106]
  - Brest[107][108]
  - Onega[109]
  - Narjan-Mar[109]
  - Snežnogorsk[107][106]
  - Junga[110][111]
- 121. brigada desantnih ladij:
  - Ivan Gren[112][113]
  - Pjotr Morgunov[114][115][116][117][118][119][120]
  - Olenegorskij Gornjak (močno poškodovana)[121][114][115][116][117]
  - Kondopoga[122][123]
  - Georgij Pobedonosec[114][115][116][117][124]
  - Aleksandr Otrakovskij[125][123]
- 5. brigada minolovcev:
  - Vladimir Gumanenko[126][127]
  - Poljarnij[128]
  - Kotelnič[129]
  - Jadrin[127]
  - Kolomna[129]
  - Jelnja[126]
  - Soloveckij junga[130][126][128][129]
- 81. brigada pomožnih ladij:
  - ledolomilec Ilja Muromec (aktiven)[131]
  - tanker Sergej Osipov (aktiven)[132]
  - tanker Kama (aktiven)[133]
  - tanker Dubna (na modernizaciji)[134]
  - tanker Vjazma (aktiven)[135]
  - tanker Akademik Pašin (aktiven)[136]
- 518. divizion obveščevalskih ladij:
  - Viktor Leonov[137]
  - Jurij Ivanov[138][139]
- 88. brigada pomožnih ladij:
  - vlačilec Pamir[140]
  - vlačilec Altaj[141]
  - vlačilec Nikolaj Čiker[142]
  - vlačilec SB-9[143]
  - vlačilec MB-15[144]
  - bolnišnična ladja Svir (neaktivna od 2006)[145]
  - reševalna ladja za podmornice Mihail Rudnickij[146]
  - reševalna ladja za podmornice Georgij Titov (aktivna)[147]

Pehota:
- 14. korpus:
  - 80. arktična motorizirana strelska brigada (Alakurtti)[148][149]
  - 200. motorizirana strelska brigada (Pečenga)[148]
- 61. brigada mornariške pehote[150][151]

## Orkester generalštaba
Vojaški orkester Severne flote (rusko Военный оркестр Северного флота) je vojaški orkester Oboroženih sil Ruske federacije, ki je del Službe vojaških orkestrov Oboroženih sil Ruske federacije. Nahaja se na generalštabu flote v Severomorsku. Orkester se udeležuje državnih ruskih dogodkov in praznikov, kot je dan zmage in dan branilca domovine ter parade ob dnevu vojne mornarice. Udeležuje se ceremonialnega prihoda ladij na generalštab Severne flote.
Nastopal je na pogrebih žrtev nesreče podmornice Kursk jeseni leta 2000. Sredi marca 2018 se je udeležil tekmovanja murmanske Mornariške šole Nahimova, ki jo je vodil polkovnik Timofej Majakin, starejši glasbeni direktor Oboroženih sil Ruske federacije.

## Poveljniki
| Ime                                               | Obdobje poveljevanja                                                |
| ------------------------------------------------- | ------------------------------------------------------------------- |
| Zahar Aleksandrovič Zakupnev (flagman 1. stopnje) | 29. maj 1933–13. marec 1935 Severna flotilja                        |
| Konstantin Ivanovič Dušenov (flagman 1. stopnje)  | 13. marec 1935–11. maj 1937 Severna flota 11. maj 1937–28. maj 1938 |
| Valentin Petrovič Drozd (viceadmiral)             | 28. maj 1938–26. julij 1940                                         |
| Arsenij Grigorjevič Golovko (admiral)             | 26. julij 1940–4. avgust 1946                                       |
| Vasilij Ivanovič Platonov (admiral)               | 4. avgust 1946–23. april 1952                                       |
| Andrej Trofimovič Čabanenko (admiral)             | 23. april 1952–28. februar 1962                                     |
| Vladimir Afanasjevič Kasatonov (admiral)          | 28. februar 1962–2. junij 1964                                      |
| Semjon Mihajlovič Lobov (admiral flote)           | 2. junij 1964–3. maj 1972                                           |
| Georgij Mihajlovič Jegorov (admiral flote)        | 3. maj 1972–1. julij 1977                                           |
| Vladimir Nikolajevič Černavin (admiral flote)     | 1. julij 1977–16. december 1981                                     |
| Arkadij Petrovič Mihajlovski (admiral)            | 16. december 1981–25. februar 1985                                  |
| Ivan Matvejevič Kapitanec (admiral)               | 25. februar 1985–19. marec 1988                                     |
| Feliks Nikolajevič Gromov (admiral)               | 19. marec 1988–14. marec 1992                                       |
| Oleg Aleksandrovič Jerofejev (admiral)            | 14. marec 1992–29. januar 1999                                      |
| Vjačeslav Aleksejevič Popov (admiral)             | 29. januar 1999–15. december 2001                                   |
| Gennadij Aleksandrovič Sučkov (admiral)           | 16. december 2001–29. maj 2004                                      |
| Mihail Leopoldovič Abramov (admiral)              | 29. maj 2004–26. september 2005                                     |
| Vladimir Sergejevič Visocki (admiral)             | 26. september 2005–11. september 2007                               |
| Nikolaj Mihajlovič Maksimov (viceadmiral)         | 12. september 2007–30. marec 2011                                   |
| Andrej Olgertovič Voložinski (kontraadmiral)      | 30. marec 2011–24. junij 2011                                       |
| Vladimir Ivanovič Koroljov (admiral)              | 24. junij 2011–november 2015                                        |
| Nikolaj Anatoljevič Jevmenov (admiral)            | November 2015–3. maj 2019                                           |
| Aleksandr Aleksejevič Mojsejev (admiral)          | 3. maj 2019–2. april 2024                                           |
| Konstantin Petrovič Kabancov (viceadmiral)        | 2. april 2024–                                                      |